# Franciszek Wasiela
Franciszek Wasiela (ur. 2 października 1900 w Bärwalde, zm. 24 lipca 1944 w KL Dachau) – polski duchowny rzymskokatolicki, wikariusz w parafiach w Strzelnie i Zbąszyniu, proboszcz parafii w Głuszynie, społecznik, fotograf amator. 

## Życiorys
Nauki teologiczne pobierał od 1922 r., w Seminarium Duchownym w Poznaniu, a ostatni rok przed święceniami w Seminarium Duchownym w Gnieźnie, gdzie 12 marca 1927 r., przyjął święcenia kapłańskie z rąk prymasa Polski kardynała Augusta Hlonda. 
Pierwszym miejscem jego posługi było Strzelno, gdzie trafił zaraz po święceniach. Jako duchowny odprawił między innymi uroczystą mszę świętą z okazji 5-lecia Towarzystwa Powstańców i Wojaków w Strzelnie – 7 sierpnia 1927 r., w tym samym roku podczas akademii z okazji nocy listopadowej w Towarzystwie Gimnastycznym „Sokół” wygłosił okolicznościowy referat. W tym też roku został wicepatronem Stowarzyszenia Katolickiego Młodzieży Żeńskiej – Młodych Polek. 28 lutego 1928 r., został prezesem chóru Towarzystwa Śpiewu „Harmonia” w Strzelnie. Organizator zlotu młodzieży okręgu inowrocławskiego Stowarzyszenia Młodzieży Polsko-Katolickiej, z okazji jego 30-lecia. 
Od połowy 1930 r., posługiwał w Zbąszyniu. W 1931 r. stanął na czele komisji kwaterunkowej komitetu roboczego XI Zjazdu Katolickiego w Zbąszyniu. Od lutego 1934 r., prezes i patron Chóru Kościelnego w Zbąszyniu. Działacz lokalnej Akcji Katolickiej. W tym samym roku współorganizował w Zbąszyniu – Zlot Stowarzyszeń Młodzieży Polskiej okręgu wolsztyńskiego. Od 1 stycznia 1935 r., piastował funkcję rendanta kasy kościelnej parafii w Zbąszyniu, był także skarbnikiem Koła Misyjnego – Papieskie Dzieło Rozkrzewiania Wiary Świętej. W 1935 r., uczestniczył w Święcie Pieśni w Dąbrówce Wielkiej, zorganizowanym przez tamtejszą Polonię. Patron Katolickiego Stowarzyszenia Młodzieży Męskiej w Zbąszyniu, organizator zlotu tej organizacji podokręgu zbąszyńskiego w 1935 r. Patron lokalnego Stowarzyszeniu Młodych Polek, wiceprezes Towarzystwa Czytelni Ludowych w Zbąszyniu. 
1 grudnia 1935 r. objął probostwo parafii Głuszyn pod Poznaniem. Posługę pełnił także po wybuchu II wojny światowej. Aresztowany przez hitlerowców, trafił 30 października 1941 r., do KL Dachau pod numerem obozowym 28092. Zmarł w obozie 24 lipca 1944 r.

## Fotografia
Był aktywnym fotografem amatorem. Już w 1927 r., jako wikariusz w Strzelnie uczestniczył w zorganizowanych przez Towarzystwo Kolonijne Stella z Poznania, koloniach dla dzieci szkolnych z tego miasta, podczas których wykonał serię pamiątkowych zdjęć, które rozdał uczestnikom. 
W 2012 r. zostały odnalezione na strychu jednego z domów w Głuszynie negatywy na szkle wykonane przez ks. Wasiele pod koniec lat 20 i w latach 30 – XX wieku. Jak podkreśla regionalista i działacz samorządowy Marian Przybylski, zdjęcia ks. Wasieli mają dużą wartość historyczną jako dokumentacja przedwojennego Strzelna i Głuszyna, prezentując lokalną architekturę i życie mieszkańców. Na zachowanych 160 negatywach widoczne są między innymi kościół św. Prokopa w Strzelnie z nieistniejącą już figurą Matki Boskiej ufundowaną przez ks. kanonika Szymona Kołudzkiego w 1635 r. (zniszczona w 1939), artystyczna szwalnia kościelna działająca w Strzelnie w latach 1925-1928 (jedyne zachowane zdjęcie), lokalne organizacje społeczne i religijne np. Narodowa Organizacja Kobiet, Grupa Młodych Polek.  
O znalezisku informowała między innymi Gazeta Pomorska (1 grudnia 2012), "Serwis Info" na kanale TVP Info (6 stycznia 2013 g. 16.30), Teleexpress (8 stycznia 2013).